# Nicolas Rossolimo
Nikolai Spiridonovitx Rossolimo, més conegut com a Nicolas Rossolimo (rus: Николай Спиридонович Россоли́мо; Kíiv, Imperi Rus, 28 de febrer de 1910 – Nova York, 24 de juliol de 1975) fou un jugador d'escacs rus, estatunidenc, francès i grec, que tenia el títol de Gran Mestre Internacional des de 1953. Després d'obtenir la ciutadania grega el 1929 va poder emigrar a França i fou diversos cops campió de París. El 1952 va emigrar als Estats Units, i hi va guanyar el Campionat Obert dels Estats Units de 1955. Fou resident a Nova York fins a la seva mort.
La variant Rossolimo de la defensa siciliana duu el seu nom.

## Biografia i resultats destacats en competició
Rossolimo va néixer a Ucraïna quan era part de l'Imperi Rus, fill de Spiridon Rossolimo, un pintor de retrats rus descendent de grecs i la seva muller Xenia Nikolaevna Skugarevskaya, una escriptora de l'aristocràcia que també feia de corresponsal de guerra. Era nebot del famós neuròleg i psiquiatre Grigori Ivanovitx Rossolimo. Va viure a Moscou a mitjan 1920s, i es va mudar a París amb la seva mare russa el 1929.
Després que acabés segon rere el Campió del Món José Raúl Capablanca en un torneig a París el 1938, va guanyar el Campionat de França el 1948. També fou Campió de París set cops, un rècord, i va empatar dos matxos el 1948 i el 1949 amb Savielly Tartakower. El 1955 va guanyar el Campionat Obert dels Estats Units celebrat a Long Beach, Califòrnia, al desempat, per davant de Samuel Reshevsky. El premi era un automòbil Buick nou.
Rossolimo va jugar representant França a les Olimpíades d'escacs de 1950 i de 1972, i representant els Estats Units a les 1958, 1960, i 1966. Obtingué el títol de Mestre Internacional el 1950 i el de Gran Mestre Internacional el 1953.
El 1952, es va mudar als Estats Units amb la seva muller Véra i el seu fill Alexander per retrobar-se amb la seva mare i el seu pare russogrec a Nova York. (Quan va arribar als Estats Units, el seu nom era sovint lletrejat com a "Nicholas".) A Nova York va treballar com a cambrer, taxista, va tocar l'acordió i va fer de cantant, i va muntar un estudi d'escacs per mantenir-se ell i la seva família. El llegendari Rossolimo Chess Studio estava situat a Greenwich Village a Manhattan. Era una mena de cafè que servia menjar i beure, i també venia jocs d'escacs i llibres, però en què el públic - inclosos artistes famosos com ara Marcel Duchamp – podien jugar als escacs entre ells, i de vegades contra Rossolimo per un preu (Rossolimo hauria jugat partides simultànies amb molts dels seus patrocinadors).
Rossolimo va morir a causa de ferides que es va fer al cap en caure per unes escales, just després d'acabar tercer al seu darrer torneig, el World Open de 1975. Fou enterrat en un cementiri rus ortodox a Nova Jersey.

### Talent dels escacs
|   | a | b | c | d | e | f | g | h |   |
| 8 | a8 negres alfil · c8 negres torre · f8 negres torre · h8 negres rei · a7 negres peó · c7 negres dama · f7 negres peó · g7 negres peó · h7 negres peó · a6 blanques peó · b6 negres peó · e6 negres cavall · f6 blanques cavall · d5 negres peó · e5 blanques cavall · d4 blanques peó · g4 blanques dama · a3 blanques torre · b2 blanques peó · f2 blanques peó · g2 blanques peó · h2 blanques peó · e1 blanques torre · g1 blanques rei | a8 negres alfil · c8 negres torre · f8 negres torre · h8 negres rei · a7 negres peó · c7 negres dama · f7 negres peó · g7 negres peó · h7 negres peó · a6 blanques peó · b6 negres peó · e6 negres cavall · f6 blanques cavall · d5 negres peó · e5 blanques cavall · d4 blanques peó · g4 blanques dama · a3 blanques torre · b2 blanques peó · f2 blanques peó · g2 blanques peó · h2 blanques peó · e1 blanques torre · g1 blanques rei | a8 negres alfil · c8 negres torre · f8 negres torre · h8 negres rei · a7 negres peó · c7 negres dama · f7 negres peó · g7 negres peó · h7 negres peó · a6 blanques peó · b6 negres peó · e6 negres cavall · f6 blanques cavall · d5 negres peó · e5 blanques cavall · d4 blanques peó · g4 blanques dama · a3 blanques torre · b2 blanques peó · f2 blanques peó · g2 blanques peó · h2 blanques peó · e1 blanques torre · g1 blanques rei | a8 negres alfil · c8 negres torre · f8 negres torre · h8 negres rei · a7 negres peó · c7 negres dama · f7 negres peó · g7 negres peó · h7 negres peó · a6 blanques peó · b6 negres peó · e6 negres cavall · f6 blanques cavall · d5 negres peó · e5 blanques cavall · d4 blanques peó · g4 blanques dama · a3 blanques torre · b2 blanques peó · f2 blanques peó · g2 blanques peó · h2 blanques peó · e1 blanques torre · g1 blanques rei | a8 negres alfil · c8 negres torre · f8 negres torre · h8 negres rei · a7 negres peó · c7 negres dama · f7 negres peó · g7 negres peó · h7 negres peó · a6 blanques peó · b6 negres peó · e6 negres cavall · f6 blanques cavall · d5 negres peó · e5 blanques cavall · d4 blanques peó · g4 blanques dama · a3 blanques torre · b2 blanques peó · f2 blanques peó · g2 blanques peó · h2 blanques peó · e1 blanques torre · g1 blanques rei | a8 negres alfil · c8 negres torre · f8 negres torre · h8 negres rei · a7 negres peó · c7 negres dama · f7 negres peó · g7 negres peó · h7 negres peó · a6 blanques peó · b6 negres peó · e6 negres cavall · f6 blanques cavall · d5 negres peó · e5 blanques cavall · d4 blanques peó · g4 blanques dama · a3 blanques torre · b2 blanques peó · f2 blanques peó · g2 blanques peó · h2 blanques peó · e1 blanques torre · g1 blanques rei | a8 negres alfil · c8 negres torre · f8 negres torre · h8 negres rei · a7 negres peó · c7 negres dama · f7 negres peó · g7 negres peó · h7 negres peó · a6 blanques peó · b6 negres peó · e6 negres cavall · f6 blanques cavall · d5 negres peó · e5 blanques cavall · d4 blanques peó · g4 blanques dama · a3 blanques torre · b2 blanques peó · f2 blanques peó · g2 blanques peó · h2 blanques peó · e1 blanques torre · g1 blanques rei | a8 negres alfil · c8 negres torre · f8 negres torre · h8 negres rei · a7 negres peó · c7 negres dama · f7 negres peó · g7 negres peó · h7 negres peó · a6 blanques peó · b6 negres peó · e6 negres cavall · f6 blanques cavall · d5 negres peó · e5 blanques cavall · d4 blanques peó · g4 blanques dama · a3 blanques torre · b2 blanques peó · f2 blanques peó · g2 blanques peó · h2 blanques peó · e1 blanques torre · g1 blanques rei | 8 |
| 7 | a8 negres alfil · c8 negres torre · f8 negres torre · h8 negres rei · a7 negres peó · c7 negres dama · f7 negres peó · g7 negres peó · h7 negres peó · a6 blanques peó · b6 negres peó · e6 negres cavall · f6 blanques cavall · d5 negres peó · e5 blanques cavall · d4 blanques peó · g4 blanques dama · a3 blanques torre · b2 blanques peó · f2 blanques peó · g2 blanques peó · h2 blanques peó · e1 blanques torre · g1 blanques rei | a8 negres alfil · c8 negres torre · f8 negres torre · h8 negres rei · a7 negres peó · c7 negres dama · f7 negres peó · g7 negres peó · h7 negres peó · a6 blanques peó · b6 negres peó · e6 negres cavall · f6 blanques cavall · d5 negres peó · e5 blanques cavall · d4 blanques peó · g4 blanques dama · a3 blanques torre · b2 blanques peó · f2 blanques peó · g2 blanques peó · h2 blanques peó · e1 blanques torre · g1 blanques rei | a8 negres alfil · c8 negres torre · f8 negres torre · h8 negres rei · a7 negres peó · c7 negres dama · f7 negres peó · g7 negres peó · h7 negres peó · a6 blanques peó · b6 negres peó · e6 negres cavall · f6 blanques cavall · d5 negres peó · e5 blanques cavall · d4 blanques peó · g4 blanques dama · a3 blanques torre · b2 blanques peó · f2 blanques peó · g2 blanques peó · h2 blanques peó · e1 blanques torre · g1 blanques rei | a8 negres alfil · c8 negres torre · f8 negres torre · h8 negres rei · a7 negres peó · c7 negres dama · f7 negres peó · g7 negres peó · h7 negres peó · a6 blanques peó · b6 negres peó · e6 negres cavall · f6 blanques cavall · d5 negres peó · e5 blanques cavall · d4 blanques peó · g4 blanques dama · a3 blanques torre · b2 blanques peó · f2 blanques peó · g2 blanques peó · h2 blanques peó · e1 blanques torre · g1 blanques rei | a8 negres alfil · c8 negres torre · f8 negres torre · h8 negres rei · a7 negres peó · c7 negres dama · f7 negres peó · g7 negres peó · h7 negres peó · a6 blanques peó · b6 negres peó · e6 negres cavall · f6 blanques cavall · d5 negres peó · e5 blanques cavall · d4 blanques peó · g4 blanques dama · a3 blanques torre · b2 blanques peó · f2 blanques peó · g2 blanques peó · h2 blanques peó · e1 blanques torre · g1 blanques rei | a8 negres alfil · c8 negres torre · f8 negres torre · h8 negres rei · a7 negres peó · c7 negres dama · f7 negres peó · g7 negres peó · h7 negres peó · a6 blanques peó · b6 negres peó · e6 negres cavall · f6 blanques cavall · d5 negres peó · e5 blanques cavall · d4 blanques peó · g4 blanques dama · a3 blanques torre · b2 blanques peó · f2 blanques peó · g2 blanques peó · h2 blanques peó · e1 blanques torre · g1 blanques rei | a8 negres alfil · c8 negres torre · f8 negres torre · h8 negres rei · a7 negres peó · c7 negres dama · f7 negres peó · g7 negres peó · h7 negres peó · a6 blanques peó · b6 negres peó · e6 negres cavall · f6 blanques cavall · d5 negres peó · e5 blanques cavall · d4 blanques peó · g4 blanques dama · a3 blanques torre · b2 blanques peó · f2 blanques peó · g2 blanques peó · h2 blanques peó · e1 blanques torre · g1 blanques rei | a8 negres alfil · c8 negres torre · f8 negres torre · h8 negres rei · a7 negres peó · c7 negres dama · f7 negres peó · g7 negres peó · h7 negres peó · a6 blanques peó · b6 negres peó · e6 negres cavall · f6 blanques cavall · d5 negres peó · e5 blanques cavall · d4 blanques peó · g4 blanques dama · a3 blanques torre · b2 blanques peó · f2 blanques peó · g2 blanques peó · h2 blanques peó · e1 blanques torre · g1 blanques rei | 7 |
| 6 | a8 negres alfil · c8 negres torre · f8 negres torre · h8 negres rei · a7 negres peó · c7 negres dama · f7 negres peó · g7 negres peó · h7 negres peó · a6 blanques peó · b6 negres peó · e6 negres cavall · f6 blanques cavall · d5 negres peó · e5 blanques cavall · d4 blanques peó · g4 blanques dama · a3 blanques torre · b2 blanques peó · f2 blanques peó · g2 blanques peó · h2 blanques peó · e1 blanques torre · g1 blanques rei | a8 negres alfil · c8 negres torre · f8 negres torre · h8 negres rei · a7 negres peó · c7 negres dama · f7 negres peó · g7 negres peó · h7 negres peó · a6 blanques peó · b6 negres peó · e6 negres cavall · f6 blanques cavall · d5 negres peó · e5 blanques cavall · d4 blanques peó · g4 blanques dama · a3 blanques torre · b2 blanques peó · f2 blanques peó · g2 blanques peó · h2 blanques peó · e1 blanques torre · g1 blanques rei | a8 negres alfil · c8 negres torre · f8 negres torre · h8 negres rei · a7 negres peó · c7 negres dama · f7 negres peó · g7 negres peó · h7 negres peó · a6 blanques peó · b6 negres peó · e6 negres cavall · f6 blanques cavall · d5 negres peó · e5 blanques cavall · d4 blanques peó · g4 blanques dama · a3 blanques torre · b2 blanques peó · f2 blanques peó · g2 blanques peó · h2 blanques peó · e1 blanques torre · g1 blanques rei | a8 negres alfil · c8 negres torre · f8 negres torre · h8 negres rei · a7 negres peó · c7 negres dama · f7 negres peó · g7 negres peó · h7 negres peó · a6 blanques peó · b6 negres peó · e6 negres cavall · f6 blanques cavall · d5 negres peó · e5 blanques cavall · d4 blanques peó · g4 blanques dama · a3 blanques torre · b2 blanques peó · f2 blanques peó · g2 blanques peó · h2 blanques peó · e1 blanques torre · g1 blanques rei | a8 negres alfil · c8 negres torre · f8 negres torre · h8 negres rei · a7 negres peó · c7 negres dama · f7 negres peó · g7 negres peó · h7 negres peó · a6 blanques peó · b6 negres peó · e6 negres cavall · f6 blanques cavall · d5 negres peó · e5 blanques cavall · d4 blanques peó · g4 blanques dama · a3 blanques torre · b2 blanques peó · f2 blanques peó · g2 blanques peó · h2 blanques peó · e1 blanques torre · g1 blanques rei | a8 negres alfil · c8 negres torre · f8 negres torre · h8 negres rei · a7 negres peó · c7 negres dama · f7 negres peó · g7 negres peó · h7 negres peó · a6 blanques peó · b6 negres peó · e6 negres cavall · f6 blanques cavall · d5 negres peó · e5 blanques cavall · d4 blanques peó · g4 blanques dama · a3 blanques torre · b2 blanques peó · f2 blanques peó · g2 blanques peó · h2 blanques peó · e1 blanques torre · g1 blanques rei | a8 negres alfil · c8 negres torre · f8 negres torre · h8 negres rei · a7 negres peó · c7 negres dama · f7 negres peó · g7 negres peó · h7 negres peó · a6 blanques peó · b6 negres peó · e6 negres cavall · f6 blanques cavall · d5 negres peó · e5 blanques cavall · d4 blanques peó · g4 blanques dama · a3 blanques torre · b2 blanques peó · f2 blanques peó · g2 blanques peó · h2 blanques peó · e1 blanques torre · g1 blanques rei | a8 negres alfil · c8 negres torre · f8 negres torre · h8 negres rei · a7 negres peó · c7 negres dama · f7 negres peó · g7 negres peó · h7 negres peó · a6 blanques peó · b6 negres peó · e6 negres cavall · f6 blanques cavall · d5 negres peó · e5 blanques cavall · d4 blanques peó · g4 blanques dama · a3 blanques torre · b2 blanques peó · f2 blanques peó · g2 blanques peó · h2 blanques peó · e1 blanques torre · g1 blanques rei | 6 |
| 5 | a8 negres alfil · c8 negres torre · f8 negres torre · h8 negres rei · a7 negres peó · c7 negres dama · f7 negres peó · g7 negres peó · h7 negres peó · a6 blanques peó · b6 negres peó · e6 negres cavall · f6 blanques cavall · d5 negres peó · e5 blanques cavall · d4 blanques peó · g4 blanques dama · a3 blanques torre · b2 blanques peó · f2 blanques peó · g2 blanques peó · h2 blanques peó · e1 blanques torre · g1 blanques rei | a8 negres alfil · c8 negres torre · f8 negres torre · h8 negres rei · a7 negres peó · c7 negres dama · f7 negres peó · g7 negres peó · h7 negres peó · a6 blanques peó · b6 negres peó · e6 negres cavall · f6 blanques cavall · d5 negres peó · e5 blanques cavall · d4 blanques peó · g4 blanques dama · a3 blanques torre · b2 blanques peó · f2 blanques peó · g2 blanques peó · h2 blanques peó · e1 blanques torre · g1 blanques rei | a8 negres alfil · c8 negres torre · f8 negres torre · h8 negres rei · a7 negres peó · c7 negres dama · f7 negres peó · g7 negres peó · h7 negres peó · a6 blanques peó · b6 negres peó · e6 negres cavall · f6 blanques cavall · d5 negres peó · e5 blanques cavall · d4 blanques peó · g4 blanques dama · a3 blanques torre · b2 blanques peó · f2 blanques peó · g2 blanques peó · h2 blanques peó · e1 blanques torre · g1 blanques rei | a8 negres alfil · c8 negres torre · f8 negres torre · h8 negres rei · a7 negres peó · c7 negres dama · f7 negres peó · g7 negres peó · h7 negres peó · a6 blanques peó · b6 negres peó · e6 negres cavall · f6 blanques cavall · d5 negres peó · e5 blanques cavall · d4 blanques peó · g4 blanques dama · a3 blanques torre · b2 blanques peó · f2 blanques peó · g2 blanques peó · h2 blanques peó · e1 blanques torre · g1 blanques rei | a8 negres alfil · c8 negres torre · f8 negres torre · h8 negres rei · a7 negres peó · c7 negres dama · f7 negres peó · g7 negres peó · h7 negres peó · a6 blanques peó · b6 negres peó · e6 negres cavall · f6 blanques cavall · d5 negres peó · e5 blanques cavall · d4 blanques peó · g4 blanques dama · a3 blanques torre · b2 blanques peó · f2 blanques peó · g2 blanques peó · h2 blanques peó · e1 blanques torre · g1 blanques rei | a8 negres alfil · c8 negres torre · f8 negres torre · h8 negres rei · a7 negres peó · c7 negres dama · f7 negres peó · g7 negres peó · h7 negres peó · a6 blanques peó · b6 negres peó · e6 negres cavall · f6 blanques cavall · d5 negres peó · e5 blanques cavall · d4 blanques peó · g4 blanques dama · a3 blanques torre · b2 blanques peó · f2 blanques peó · g2 blanques peó · h2 blanques peó · e1 blanques torre · g1 blanques rei | a8 negres alfil · c8 negres torre · f8 negres torre · h8 negres rei · a7 negres peó · c7 negres dama · f7 negres peó · g7 negres peó · h7 negres peó · a6 blanques peó · b6 negres peó · e6 negres cavall · f6 blanques cavall · d5 negres peó · e5 blanques cavall · d4 blanques peó · g4 blanques dama · a3 blanques torre · b2 blanques peó · f2 blanques peó · g2 blanques peó · h2 blanques peó · e1 blanques torre · g1 blanques rei | a8 negres alfil · c8 negres torre · f8 negres torre · h8 negres rei · a7 negres peó · c7 negres dama · f7 negres peó · g7 negres peó · h7 negres peó · a6 blanques peó · b6 negres peó · e6 negres cavall · f6 blanques cavall · d5 negres peó · e5 blanques cavall · d4 blanques peó · g4 blanques dama · a3 blanques torre · b2 blanques peó · f2 blanques peó · g2 blanques peó · h2 blanques peó · e1 blanques torre · g1 blanques rei | 5 |
| 4 | a8 negres alfil · c8 negres torre · f8 negres torre · h8 negres rei · a7 negres peó · c7 negres dama · f7 negres peó · g7 negres peó · h7 negres peó · a6 blanques peó · b6 negres peó · e6 negres cavall · f6 blanques cavall · d5 negres peó · e5 blanques cavall · d4 blanques peó · g4 blanques dama · a3 blanques torre · b2 blanques peó · f2 blanques peó · g2 blanques peó · h2 blanques peó · e1 blanques torre · g1 blanques rei | a8 negres alfil · c8 negres torre · f8 negres torre · h8 negres rei · a7 negres peó · c7 negres dama · f7 negres peó · g7 negres peó · h7 negres peó · a6 blanques peó · b6 negres peó · e6 negres cavall · f6 blanques cavall · d5 negres peó · e5 blanques cavall · d4 blanques peó · g4 blanques dama · a3 blanques torre · b2 blanques peó · f2 blanques peó · g2 blanques peó · h2 blanques peó · e1 blanques torre · g1 blanques rei | a8 negres alfil · c8 negres torre · f8 negres torre · h8 negres rei · a7 negres peó · c7 negres dama · f7 negres peó · g7 negres peó · h7 negres peó · a6 blanques peó · b6 negres peó · e6 negres cavall · f6 blanques cavall · d5 negres peó · e5 blanques cavall · d4 blanques peó · g4 blanques dama · a3 blanques torre · b2 blanques peó · f2 blanques peó · g2 blanques peó · h2 blanques peó · e1 blanques torre · g1 blanques rei | a8 negres alfil · c8 negres torre · f8 negres torre · h8 negres rei · a7 negres peó · c7 negres dama · f7 negres peó · g7 negres peó · h7 negres peó · a6 blanques peó · b6 negres peó · e6 negres cavall · f6 blanques cavall · d5 negres peó · e5 blanques cavall · d4 blanques peó · g4 blanques dama · a3 blanques torre · b2 blanques peó · f2 blanques peó · g2 blanques peó · h2 blanques peó · e1 blanques torre · g1 blanques rei | a8 negres alfil · c8 negres torre · f8 negres torre · h8 negres rei · a7 negres peó · c7 negres dama · f7 negres peó · g7 negres peó · h7 negres peó · a6 blanques peó · b6 negres peó · e6 negres cavall · f6 blanques cavall · d5 negres peó · e5 blanques cavall · d4 blanques peó · g4 blanques dama · a3 blanques torre · b2 blanques peó · f2 blanques peó · g2 blanques peó · h2 blanques peó · e1 blanques torre · g1 blanques rei | a8 negres alfil · c8 negres torre · f8 negres torre · h8 negres rei · a7 negres peó · c7 negres dama · f7 negres peó · g7 negres peó · h7 negres peó · a6 blanques peó · b6 negres peó · e6 negres cavall · f6 blanques cavall · d5 negres peó · e5 blanques cavall · d4 blanques peó · g4 blanques dama · a3 blanques torre · b2 blanques peó · f2 blanques peó · g2 blanques peó · h2 blanques peó · e1 blanques torre · g1 blanques rei | a8 negres alfil · c8 negres torre · f8 negres torre · h8 negres rei · a7 negres peó · c7 negres dama · f7 negres peó · g7 negres peó · h7 negres peó · a6 blanques peó · b6 negres peó · e6 negres cavall · f6 blanques cavall · d5 negres peó · e5 blanques cavall · d4 blanques peó · g4 blanques dama · a3 blanques torre · b2 blanques peó · f2 blanques peó · g2 blanques peó · h2 blanques peó · e1 blanques torre · g1 blanques rei | a8 negres alfil · c8 negres torre · f8 negres torre · h8 negres rei · a7 negres peó · c7 negres dama · f7 negres peó · g7 negres peó · h7 negres peó · a6 blanques peó · b6 negres peó · e6 negres cavall · f6 blanques cavall · d5 negres peó · e5 blanques cavall · d4 blanques peó · g4 blanques dama · a3 blanques torre · b2 blanques peó · f2 blanques peó · g2 blanques peó · h2 blanques peó · e1 blanques torre · g1 blanques rei | 4 |
| 3 | a8 negres alfil · c8 negres torre · f8 negres torre · h8 negres rei · a7 negres peó · c7 negres dama · f7 negres peó · g7 negres peó · h7 negres peó · a6 blanques peó · b6 negres peó · e6 negres cavall · f6 blanques cavall · d5 negres peó · e5 blanques cavall · d4 blanques peó · g4 blanques dama · a3 blanques torre · b2 blanques peó · f2 blanques peó · g2 blanques peó · h2 blanques peó · e1 blanques torre · g1 blanques rei | a8 negres alfil · c8 negres torre · f8 negres torre · h8 negres rei · a7 negres peó · c7 negres dama · f7 negres peó · g7 negres peó · h7 negres peó · a6 blanques peó · b6 negres peó · e6 negres cavall · f6 blanques cavall · d5 negres peó · e5 blanques cavall · d4 blanques peó · g4 blanques dama · a3 blanques torre · b2 blanques peó · f2 blanques peó · g2 blanques peó · h2 blanques peó · e1 blanques torre · g1 blanques rei | a8 negres alfil · c8 negres torre · f8 negres torre · h8 negres rei · a7 negres peó · c7 negres dama · f7 negres peó · g7 negres peó · h7 negres peó · a6 blanques peó · b6 negres peó · e6 negres cavall · f6 blanques cavall · d5 negres peó · e5 blanques cavall · d4 blanques peó · g4 blanques dama · a3 blanques torre · b2 blanques peó · f2 blanques peó · g2 blanques peó · h2 blanques peó · e1 blanques torre · g1 blanques rei | a8 negres alfil · c8 negres torre · f8 negres torre · h8 negres rei · a7 negres peó · c7 negres dama · f7 negres peó · g7 negres peó · h7 negres peó · a6 blanques peó · b6 negres peó · e6 negres cavall · f6 blanques cavall · d5 negres peó · e5 blanques cavall · d4 blanques peó · g4 blanques dama · a3 blanques torre · b2 blanques peó · f2 blanques peó · g2 blanques peó · h2 blanques peó · e1 blanques torre · g1 blanques rei | a8 negres alfil · c8 negres torre · f8 negres torre · h8 negres rei · a7 negres peó · c7 negres dama · f7 negres peó · g7 negres peó · h7 negres peó · a6 blanques peó · b6 negres peó · e6 negres cavall · f6 blanques cavall · d5 negres peó · e5 blanques cavall · d4 blanques peó · g4 blanques dama · a3 blanques torre · b2 blanques peó · f2 blanques peó · g2 blanques peó · h2 blanques peó · e1 blanques torre · g1 blanques rei | a8 negres alfil · c8 negres torre · f8 negres torre · h8 negres rei · a7 negres peó · c7 negres dama · f7 negres peó · g7 negres peó · h7 negres peó · a6 blanques peó · b6 negres peó · e6 negres cavall · f6 blanques cavall · d5 negres peó · e5 blanques cavall · d4 blanques peó · g4 blanques dama · a3 blanques torre · b2 blanques peó · f2 blanques peó · g2 blanques peó · h2 blanques peó · e1 blanques torre · g1 blanques rei | a8 negres alfil · c8 negres torre · f8 negres torre · h8 negres rei · a7 negres peó · c7 negres dama · f7 negres peó · g7 negres peó · h7 negres peó · a6 blanques peó · b6 negres peó · e6 negres cavall · f6 blanques cavall · d5 negres peó · e5 blanques cavall · d4 blanques peó · g4 blanques dama · a3 blanques torre · b2 blanques peó · f2 blanques peó · g2 blanques peó · h2 blanques peó · e1 blanques torre · g1 blanques rei | a8 negres alfil · c8 negres torre · f8 negres torre · h8 negres rei · a7 negres peó · c7 negres dama · f7 negres peó · g7 negres peó · h7 negres peó · a6 blanques peó · b6 negres peó · e6 negres cavall · f6 blanques cavall · d5 negres peó · e5 blanques cavall · d4 blanques peó · g4 blanques dama · a3 blanques torre · b2 blanques peó · f2 blanques peó · g2 blanques peó · h2 blanques peó · e1 blanques torre · g1 blanques rei | 3 |
| 2 | a8 negres alfil · c8 negres torre · f8 negres torre · h8 negres rei · a7 negres peó · c7 negres dama · f7 negres peó · g7 negres peó · h7 negres peó · a6 blanques peó · b6 negres peó · e6 negres cavall · f6 blanques cavall · d5 negres peó · e5 blanques cavall · d4 blanques peó · g4 blanques dama · a3 blanques torre · b2 blanques peó · f2 blanques peó · g2 blanques peó · h2 blanques peó · e1 blanques torre · g1 blanques rei | a8 negres alfil · c8 negres torre · f8 negres torre · h8 negres rei · a7 negres peó · c7 negres dama · f7 negres peó · g7 negres peó · h7 negres peó · a6 blanques peó · b6 negres peó · e6 negres cavall · f6 blanques cavall · d5 negres peó · e5 blanques cavall · d4 blanques peó · g4 blanques dama · a3 blanques torre · b2 blanques peó · f2 blanques peó · g2 blanques peó · h2 blanques peó · e1 blanques torre · g1 blanques rei | a8 negres alfil · c8 negres torre · f8 negres torre · h8 negres rei · a7 negres peó · c7 negres dama · f7 negres peó · g7 negres peó · h7 negres peó · a6 blanques peó · b6 negres peó · e6 negres cavall · f6 blanques cavall · d5 negres peó · e5 blanques cavall · d4 blanques peó · g4 blanques dama · a3 blanques torre · b2 blanques peó · f2 blanques peó · g2 blanques peó · h2 blanques peó · e1 blanques torre · g1 blanques rei | a8 negres alfil · c8 negres torre · f8 negres torre · h8 negres rei · a7 negres peó · c7 negres dama · f7 negres peó · g7 negres peó · h7 negres peó · a6 blanques peó · b6 negres peó · e6 negres cavall · f6 blanques cavall · d5 negres peó · e5 blanques cavall · d4 blanques peó · g4 blanques dama · a3 blanques torre · b2 blanques peó · f2 blanques peó · g2 blanques peó · h2 blanques peó · e1 blanques torre · g1 blanques rei | a8 negres alfil · c8 negres torre · f8 negres torre · h8 negres rei · a7 negres peó · c7 negres dama · f7 negres peó · g7 negres peó · h7 negres peó · a6 blanques peó · b6 negres peó · e6 negres cavall · f6 blanques cavall · d5 negres peó · e5 blanques cavall · d4 blanques peó · g4 blanques dama · a3 blanques torre · b2 blanques peó · f2 blanques peó · g2 blanques peó · h2 blanques peó · e1 blanques torre · g1 blanques rei | a8 negres alfil · c8 negres torre · f8 negres torre · h8 negres rei · a7 negres peó · c7 negres dama · f7 negres peó · g7 negres peó · h7 negres peó · a6 blanques peó · b6 negres peó · e6 negres cavall · f6 blanques cavall · d5 negres peó · e5 blanques cavall · d4 blanques peó · g4 blanques dama · a3 blanques torre · b2 blanques peó · f2 blanques peó · g2 blanques peó · h2 blanques peó · e1 blanques torre · g1 blanques rei | a8 negres alfil · c8 negres torre · f8 negres torre · h8 negres rei · a7 negres peó · c7 negres dama · f7 negres peó · g7 negres peó · h7 negres peó · a6 blanques peó · b6 negres peó · e6 negres cavall · f6 blanques cavall · d5 negres peó · e5 blanques cavall · d4 blanques peó · g4 blanques dama · a3 blanques torre · b2 blanques peó · f2 blanques peó · g2 blanques peó · h2 blanques peó · e1 blanques torre · g1 blanques rei | a8 negres alfil · c8 negres torre · f8 negres torre · h8 negres rei · a7 negres peó · c7 negres dama · f7 negres peó · g7 negres peó · h7 negres peó · a6 blanques peó · b6 negres peó · e6 negres cavall · f6 blanques cavall · d5 negres peó · e5 blanques cavall · d4 blanques peó · g4 blanques dama · a3 blanques torre · b2 blanques peó · f2 blanques peó · g2 blanques peó · h2 blanques peó · e1 blanques torre · g1 blanques rei | 2 |
| 1 | a8 negres alfil · c8 negres torre · f8 negres torre · h8 negres rei · a7 negres peó · c7 negres dama · f7 negres peó · g7 negres peó · h7 negres peó · a6 blanques peó · b6 negres peó · e6 negres cavall · f6 blanques cavall · d5 negres peó · e5 blanques cavall · d4 blanques peó · g4 blanques dama · a3 blanques torre · b2 blanques peó · f2 blanques peó · g2 blanques peó · h2 blanques peó · e1 blanques torre · g1 blanques rei | a8 negres alfil · c8 negres torre · f8 negres torre · h8 negres rei · a7 negres peó · c7 negres dama · f7 negres peó · g7 negres peó · h7 negres peó · a6 blanques peó · b6 negres peó · e6 negres cavall · f6 blanques cavall · d5 negres peó · e5 blanques cavall · d4 blanques peó · g4 blanques dama · a3 blanques torre · b2 blanques peó · f2 blanques peó · g2 blanques peó · h2 blanques peó · e1 blanques torre · g1 blanques rei | a8 negres alfil · c8 negres torre · f8 negres torre · h8 negres rei · a7 negres peó · c7 negres dama · f7 negres peó · g7 negres peó · h7 negres peó · a6 blanques peó · b6 negres peó · e6 negres cavall · f6 blanques cavall · d5 negres peó · e5 blanques cavall · d4 blanques peó · g4 blanques dama · a3 blanques torre · b2 blanques peó · f2 blanques peó · g2 blanques peó · h2 blanques peó · e1 blanques torre · g1 blanques rei | a8 negres alfil · c8 negres torre · f8 negres torre · h8 negres rei · a7 negres peó · c7 negres dama · f7 negres peó · g7 negres peó · h7 negres peó · a6 blanques peó · b6 negres peó · e6 negres cavall · f6 blanques cavall · d5 negres peó · e5 blanques cavall · d4 blanques peó · g4 blanques dama · a3 blanques torre · b2 blanques peó · f2 blanques peó · g2 blanques peó · h2 blanques peó · e1 blanques torre · g1 blanques rei | a8 negres alfil · c8 negres torre · f8 negres torre · h8 negres rei · a7 negres peó · c7 negres dama · f7 negres peó · g7 negres peó · h7 negres peó · a6 blanques peó · b6 negres peó · e6 negres cavall · f6 blanques cavall · d5 negres peó · e5 blanques cavall · d4 blanques peó · g4 blanques dama · a3 blanques torre · b2 blanques peó · f2 blanques peó · g2 blanques peó · h2 blanques peó · e1 blanques torre · g1 blanques rei | a8 negres alfil · c8 negres torre · f8 negres torre · h8 negres rei · a7 negres peó · c7 negres dama · f7 negres peó · g7 negres peó · h7 negres peó · a6 blanques peó · b6 negres peó · e6 negres cavall · f6 blanques cavall · d5 negres peó · e5 blanques cavall · d4 blanques peó · g4 blanques dama · a3 blanques torre · b2 blanques peó · f2 blanques peó · g2 blanques peó · h2 blanques peó · e1 blanques torre · g1 blanques rei | a8 negres alfil · c8 negres torre · f8 negres torre · h8 negres rei · a7 negres peó · c7 negres dama · f7 negres peó · g7 negres peó · h7 negres peó · a6 blanques peó · b6 negres peó · e6 negres cavall · f6 blanques cavall · d5 negres peó · e5 blanques cavall · d4 blanques peó · g4 blanques dama · a3 blanques torre · b2 blanques peó · f2 blanques peó · g2 blanques peó · h2 blanques peó · e1 blanques torre · g1 blanques rei | a8 negres alfil · c8 negres torre · f8 negres torre · h8 negres rei · a7 negres peó · c7 negres dama · f7 negres peó · g7 negres peó · h7 negres peó · a6 blanques peó · b6 negres peó · e6 negres cavall · f6 blanques cavall · d5 negres peó · e5 blanques cavall · d4 blanques peó · g4 blanques dama · a3 blanques torre · b2 blanques peó · f2 blanques peó · g2 blanques peó · h2 blanques peó · e1 blanques torre · g1 blanques rei | 1 |
|   | a | b | c | d | e | f | g | h |   |

Els millors jugadors als quals Rossolimo va guanyar foren Iefim Bogoliúbov, David Bronstein, i l'exCampió del Món Max Euwe, contra qui va tenir dues victòries i un marcador favorable. També va aconseguir taules contra quatre Campions del Món: José Raúl Capablanca, Max Euwe, Bobby Fischer, i Vassili Smislov. D'acord amb chessmetrics, lloc web que estima els rànquings històrics dels jugadors basant-se en els seus resultats, el seu rànquing més elevat fou el de 15è delm ón, assolit el desembre de 1953.
Rossolimo va guanyar moltes premis de bellesa i premis a la millor partida per les seves boniques partides, i va ser anomenat un "artista dels escacs". Ha estat citat per haver dit (aquí en traducció): "Què se suposa que haig de fer, canviar el meu estil romàntic i esdevenir un caçador de punts a qualsevol preu? No, no ho faré. Lluitaré per l'art dels escacs. No em convertiré en un monstre".
La següent és una de les seves partides més brillants. Al Horowitz, el darrer columnista d'escacs de The New York Times, va dir d'aquesta partida que era "un dibuix amb un caràcter sorprenent, elegant i explosiu".
 Nicolas Rossolimo–Paul Reissman, San Juan 1967 
1.e4 e5 2.Cf3 Cc6 3.Ac4 Ac5 4.c3 Cf6 5.d4 exd4 6.cxd4 Ab4+ 7.Ad2 Axd2+ 8.Cbxd2 d5 9.exd5 Cxd5 10.Db3 Cce7 11.0-0 c6 12.Tfe1 0-0 13.a4 b6? 14.Ce5 Ab7 15.a5 Tc8 16.Ce4 Dc7 17.a6! Aa8 18.Dh3 Cf4 19.Dg4 Ced5 20.Ta3 Ce6 21.Axd5 cxd5 22.Cf6+ Rh8 (diagrama) 23.Dg6!! Dc2 24.Th3! 1–0
El Boston Globe escrivia: "El veritable talent Nicolas Rossolimo va fer una de les més increïbles jugades de tots els temps a Rossolimo-Reissman: 23.Dg6!!".
|   | a | b | c | d | e | f | g | h |   |
| 8 | a8 negres torre · c8 negres alfil · d8 negres dama · e8 negres rei · f8 negres alfil · g8 negres cavall · h8 negres torre · a7 negres peó · b7 negres peó · d7 negres peó · e7 negres peó · f7 negres peó · g7 negres peó · h7 negres peó · c6 negres cavall · b5 blanques alfil · c5 negres peó · e4 blanques peó · f3 blanques cavall · a2 blanques peó · b2 blanques peó · c2 blanques peó · d2 blanques peó · f2 blanques peó · g2 blanques peó · h2 blanques peó · a1 blanques torre · b1 blanques cavall · c1 blanques alfil · d1 blanques dama · e1 blanques rei · h1 blanques torre | a8 negres torre · c8 negres alfil · d8 negres dama · e8 negres rei · f8 negres alfil · g8 negres cavall · h8 negres torre · a7 negres peó · b7 negres peó · d7 negres peó · e7 negres peó · f7 negres peó · g7 negres peó · h7 negres peó · c6 negres cavall · b5 blanques alfil · c5 negres peó · e4 blanques peó · f3 blanques cavall · a2 blanques peó · b2 blanques peó · c2 blanques peó · d2 blanques peó · f2 blanques peó · g2 blanques peó · h2 blanques peó · a1 blanques torre · b1 blanques cavall · c1 blanques alfil · d1 blanques dama · e1 blanques rei · h1 blanques torre | a8 negres torre · c8 negres alfil · d8 negres dama · e8 negres rei · f8 negres alfil · g8 negres cavall · h8 negres torre · a7 negres peó · b7 negres peó · d7 negres peó · e7 negres peó · f7 negres peó · g7 negres peó · h7 negres peó · c6 negres cavall · b5 blanques alfil · c5 negres peó · e4 blanques peó · f3 blanques cavall · a2 blanques peó · b2 blanques peó · c2 blanques peó · d2 blanques peó · f2 blanques peó · g2 blanques peó · h2 blanques peó · a1 blanques torre · b1 blanques cavall · c1 blanques alfil · d1 blanques dama · e1 blanques rei · h1 blanques torre | a8 negres torre · c8 negres alfil · d8 negres dama · e8 negres rei · f8 negres alfil · g8 negres cavall · h8 negres torre · a7 negres peó · b7 negres peó · d7 negres peó · e7 negres peó · f7 negres peó · g7 negres peó · h7 negres peó · c6 negres cavall · b5 blanques alfil · c5 negres peó · e4 blanques peó · f3 blanques cavall · a2 blanques peó · b2 blanques peó · c2 blanques peó · d2 blanques peó · f2 blanques peó · g2 blanques peó · h2 blanques peó · a1 blanques torre · b1 blanques cavall · c1 blanques alfil · d1 blanques dama · e1 blanques rei · h1 blanques torre | a8 negres torre · c8 negres alfil · d8 negres dama · e8 negres rei · f8 negres alfil · g8 negres cavall · h8 negres torre · a7 negres peó · b7 negres peó · d7 negres peó · e7 negres peó · f7 negres peó · g7 negres peó · h7 negres peó · c6 negres cavall · b5 blanques alfil · c5 negres peó · e4 blanques peó · f3 blanques cavall · a2 blanques peó · b2 blanques peó · c2 blanques peó · d2 blanques peó · f2 blanques peó · g2 blanques peó · h2 blanques peó · a1 blanques torre · b1 blanques cavall · c1 blanques alfil · d1 blanques dama · e1 blanques rei · h1 blanques torre | a8 negres torre · c8 negres alfil · d8 negres dama · e8 negres rei · f8 negres alfil · g8 negres cavall · h8 negres torre · a7 negres peó · b7 negres peó · d7 negres peó · e7 negres peó · f7 negres peó · g7 negres peó · h7 negres peó · c6 negres cavall · b5 blanques alfil · c5 negres peó · e4 blanques peó · f3 blanques cavall · a2 blanques peó · b2 blanques peó · c2 blanques peó · d2 blanques peó · f2 blanques peó · g2 blanques peó · h2 blanques peó · a1 blanques torre · b1 blanques cavall · c1 blanques alfil · d1 blanques dama · e1 blanques rei · h1 blanques torre | a8 negres torre · c8 negres alfil · d8 negres dama · e8 negres rei · f8 negres alfil · g8 negres cavall · h8 negres torre · a7 negres peó · b7 negres peó · d7 negres peó · e7 negres peó · f7 negres peó · g7 negres peó · h7 negres peó · c6 negres cavall · b5 blanques alfil · c5 negres peó · e4 blanques peó · f3 blanques cavall · a2 blanques peó · b2 blanques peó · c2 blanques peó · d2 blanques peó · f2 blanques peó · g2 blanques peó · h2 blanques peó · a1 blanques torre · b1 blanques cavall · c1 blanques alfil · d1 blanques dama · e1 blanques rei · h1 blanques torre | a8 negres torre · c8 negres alfil · d8 negres dama · e8 negres rei · f8 negres alfil · g8 negres cavall · h8 negres torre · a7 negres peó · b7 negres peó · d7 negres peó · e7 negres peó · f7 negres peó · g7 negres peó · h7 negres peó · c6 negres cavall · b5 blanques alfil · c5 negres peó · e4 blanques peó · f3 blanques cavall · a2 blanques peó · b2 blanques peó · c2 blanques peó · d2 blanques peó · f2 blanques peó · g2 blanques peó · h2 blanques peó · a1 blanques torre · b1 blanques cavall · c1 blanques alfil · d1 blanques dama · e1 blanques rei · h1 blanques torre | 8 |
| 7 | a8 negres torre · c8 negres alfil · d8 negres dama · e8 negres rei · f8 negres alfil · g8 negres cavall · h8 negres torre · a7 negres peó · b7 negres peó · d7 negres peó · e7 negres peó · f7 negres peó · g7 negres peó · h7 negres peó · c6 negres cavall · b5 blanques alfil · c5 negres peó · e4 blanques peó · f3 blanques cavall · a2 blanques peó · b2 blanques peó · c2 blanques peó · d2 blanques peó · f2 blanques peó · g2 blanques peó · h2 blanques peó · a1 blanques torre · b1 blanques cavall · c1 blanques alfil · d1 blanques dama · e1 blanques rei · h1 blanques torre | a8 negres torre · c8 negres alfil · d8 negres dama · e8 negres rei · f8 negres alfil · g8 negres cavall · h8 negres torre · a7 negres peó · b7 negres peó · d7 negres peó · e7 negres peó · f7 negres peó · g7 negres peó · h7 negres peó · c6 negres cavall · b5 blanques alfil · c5 negres peó · e4 blanques peó · f3 blanques cavall · a2 blanques peó · b2 blanques peó · c2 blanques peó · d2 blanques peó · f2 blanques peó · g2 blanques peó · h2 blanques peó · a1 blanques torre · b1 blanques cavall · c1 blanques alfil · d1 blanques dama · e1 blanques rei · h1 blanques torre | a8 negres torre · c8 negres alfil · d8 negres dama · e8 negres rei · f8 negres alfil · g8 negres cavall · h8 negres torre · a7 negres peó · b7 negres peó · d7 negres peó · e7 negres peó · f7 negres peó · g7 negres peó · h7 negres peó · c6 negres cavall · b5 blanques alfil · c5 negres peó · e4 blanques peó · f3 blanques cavall · a2 blanques peó · b2 blanques peó · c2 blanques peó · d2 blanques peó · f2 blanques peó · g2 blanques peó · h2 blanques peó · a1 blanques torre · b1 blanques cavall · c1 blanques alfil · d1 blanques dama · e1 blanques rei · h1 blanques torre | a8 negres torre · c8 negres alfil · d8 negres dama · e8 negres rei · f8 negres alfil · g8 negres cavall · h8 negres torre · a7 negres peó · b7 negres peó · d7 negres peó · e7 negres peó · f7 negres peó · g7 negres peó · h7 negres peó · c6 negres cavall · b5 blanques alfil · c5 negres peó · e4 blanques peó · f3 blanques cavall · a2 blanques peó · b2 blanques peó · c2 blanques peó · d2 blanques peó · f2 blanques peó · g2 blanques peó · h2 blanques peó · a1 blanques torre · b1 blanques cavall · c1 blanques alfil · d1 blanques dama · e1 blanques rei · h1 blanques torre | a8 negres torre · c8 negres alfil · d8 negres dama · e8 negres rei · f8 negres alfil · g8 negres cavall · h8 negres torre · a7 negres peó · b7 negres peó · d7 negres peó · e7 negres peó · f7 negres peó · g7 negres peó · h7 negres peó · c6 negres cavall · b5 blanques alfil · c5 negres peó · e4 blanques peó · f3 blanques cavall · a2 blanques peó · b2 blanques peó · c2 blanques peó · d2 blanques peó · f2 blanques peó · g2 blanques peó · h2 blanques peó · a1 blanques torre · b1 blanques cavall · c1 blanques alfil · d1 blanques dama · e1 blanques rei · h1 blanques torre | a8 negres torre · c8 negres alfil · d8 negres dama · e8 negres rei · f8 negres alfil · g8 negres cavall · h8 negres torre · a7 negres peó · b7 negres peó · d7 negres peó · e7 negres peó · f7 negres peó · g7 negres peó · h7 negres peó · c6 negres cavall · b5 blanques alfil · c5 negres peó · e4 blanques peó · f3 blanques cavall · a2 blanques peó · b2 blanques peó · c2 blanques peó · d2 blanques peó · f2 blanques peó · g2 blanques peó · h2 blanques peó · a1 blanques torre · b1 blanques cavall · c1 blanques alfil · d1 blanques dama · e1 blanques rei · h1 blanques torre | a8 negres torre · c8 negres alfil · d8 negres dama · e8 negres rei · f8 negres alfil · g8 negres cavall · h8 negres torre · a7 negres peó · b7 negres peó · d7 negres peó · e7 negres peó · f7 negres peó · g7 negres peó · h7 negres peó · c6 negres cavall · b5 blanques alfil · c5 negres peó · e4 blanques peó · f3 blanques cavall · a2 blanques peó · b2 blanques peó · c2 blanques peó · d2 blanques peó · f2 blanques peó · g2 blanques peó · h2 blanques peó · a1 blanques torre · b1 blanques cavall · c1 blanques alfil · d1 blanques dama · e1 blanques rei · h1 blanques torre | a8 negres torre · c8 negres alfil · d8 negres dama · e8 negres rei · f8 negres alfil · g8 negres cavall · h8 negres torre · a7 negres peó · b7 negres peó · d7 negres peó · e7 negres peó · f7 negres peó · g7 negres peó · h7 negres peó · c6 negres cavall · b5 blanques alfil · c5 negres peó · e4 blanques peó · f3 blanques cavall · a2 blanques peó · b2 blanques peó · c2 blanques peó · d2 blanques peó · f2 blanques peó · g2 blanques peó · h2 blanques peó · a1 blanques torre · b1 blanques cavall · c1 blanques alfil · d1 blanques dama · e1 blanques rei · h1 blanques torre | 7 |
| 6 | a8 negres torre · c8 negres alfil · d8 negres dama · e8 negres rei · f8 negres alfil · g8 negres cavall · h8 negres torre · a7 negres peó · b7 negres peó · d7 negres peó · e7 negres peó · f7 negres peó · g7 negres peó · h7 negres peó · c6 negres cavall · b5 blanques alfil · c5 negres peó · e4 blanques peó · f3 blanques cavall · a2 blanques peó · b2 blanques peó · c2 blanques peó · d2 blanques peó · f2 blanques peó · g2 blanques peó · h2 blanques peó · a1 blanques torre · b1 blanques cavall · c1 blanques alfil · d1 blanques dama · e1 blanques rei · h1 blanques torre | a8 negres torre · c8 negres alfil · d8 negres dama · e8 negres rei · f8 negres alfil · g8 negres cavall · h8 negres torre · a7 negres peó · b7 negres peó · d7 negres peó · e7 negres peó · f7 negres peó · g7 negres peó · h7 negres peó · c6 negres cavall · b5 blanques alfil · c5 negres peó · e4 blanques peó · f3 blanques cavall · a2 blanques peó · b2 blanques peó · c2 blanques peó · d2 blanques peó · f2 blanques peó · g2 blanques peó · h2 blanques peó · a1 blanques torre · b1 blanques cavall · c1 blanques alfil · d1 blanques dama · e1 blanques rei · h1 blanques torre | a8 negres torre · c8 negres alfil · d8 negres dama · e8 negres rei · f8 negres alfil · g8 negres cavall · h8 negres torre · a7 negres peó · b7 negres peó · d7 negres peó · e7 negres peó · f7 negres peó · g7 negres peó · h7 negres peó · c6 negres cavall · b5 blanques alfil · c5 negres peó · e4 blanques peó · f3 blanques cavall · a2 blanques peó · b2 blanques peó · c2 blanques peó · d2 blanques peó · f2 blanques peó · g2 blanques peó · h2 blanques peó · a1 blanques torre · b1 blanques cavall · c1 blanques alfil · d1 blanques dama · e1 blanques rei · h1 blanques torre | a8 negres torre · c8 negres alfil · d8 negres dama · e8 negres rei · f8 negres alfil · g8 negres cavall · h8 negres torre · a7 negres peó · b7 negres peó · d7 negres peó · e7 negres peó · f7 negres peó · g7 negres peó · h7 negres peó · c6 negres cavall · b5 blanques alfil · c5 negres peó · e4 blanques peó · f3 blanques cavall · a2 blanques peó · b2 blanques peó · c2 blanques peó · d2 blanques peó · f2 blanques peó · g2 blanques peó · h2 blanques peó · a1 blanques torre · b1 blanques cavall · c1 blanques alfil · d1 blanques dama · e1 blanques rei · h1 blanques torre | a8 negres torre · c8 negres alfil · d8 negres dama · e8 negres rei · f8 negres alfil · g8 negres cavall · h8 negres torre · a7 negres peó · b7 negres peó · d7 negres peó · e7 negres peó · f7 negres peó · g7 negres peó · h7 negres peó · c6 negres cavall · b5 blanques alfil · c5 negres peó · e4 blanques peó · f3 blanques cavall · a2 blanques peó · b2 blanques peó · c2 blanques peó · d2 blanques peó · f2 blanques peó · g2 blanques peó · h2 blanques peó · a1 blanques torre · b1 blanques cavall · c1 blanques alfil · d1 blanques dama · e1 blanques rei · h1 blanques torre | a8 negres torre · c8 negres alfil · d8 negres dama · e8 negres rei · f8 negres alfil · g8 negres cavall · h8 negres torre · a7 negres peó · b7 negres peó · d7 negres peó · e7 negres peó · f7 negres peó · g7 negres peó · h7 negres peó · c6 negres cavall · b5 blanques alfil · c5 negres peó · e4 blanques peó · f3 blanques cavall · a2 blanques peó · b2 blanques peó · c2 blanques peó · d2 blanques peó · f2 blanques peó · g2 blanques peó · h2 blanques peó · a1 blanques torre · b1 blanques cavall · c1 blanques alfil · d1 blanques dama · e1 blanques rei · h1 blanques torre | a8 negres torre · c8 negres alfil · d8 negres dama · e8 negres rei · f8 negres alfil · g8 negres cavall · h8 negres torre · a7 negres peó · b7 negres peó · d7 negres peó · e7 negres peó · f7 negres peó · g7 negres peó · h7 negres peó · c6 negres cavall · b5 blanques alfil · c5 negres peó · e4 blanques peó · f3 blanques cavall · a2 blanques peó · b2 blanques peó · c2 blanques peó · d2 blanques peó · f2 blanques peó · g2 blanques peó · h2 blanques peó · a1 blanques torre · b1 blanques cavall · c1 blanques alfil · d1 blanques dama · e1 blanques rei · h1 blanques torre | a8 negres torre · c8 negres alfil · d8 negres dama · e8 negres rei · f8 negres alfil · g8 negres cavall · h8 negres torre · a7 negres peó · b7 negres peó · d7 negres peó · e7 negres peó · f7 negres peó · g7 negres peó · h7 negres peó · c6 negres cavall · b5 blanques alfil · c5 negres peó · e4 blanques peó · f3 blanques cavall · a2 blanques peó · b2 blanques peó · c2 blanques peó · d2 blanques peó · f2 blanques peó · g2 blanques peó · h2 blanques peó · a1 blanques torre · b1 blanques cavall · c1 blanques alfil · d1 blanques dama · e1 blanques rei · h1 blanques torre | 6 |
| 5 | a8 negres torre · c8 negres alfil · d8 negres dama · e8 negres rei · f8 negres alfil · g8 negres cavall · h8 negres torre · a7 negres peó · b7 negres peó · d7 negres peó · e7 negres peó · f7 negres peó · g7 negres peó · h7 negres peó · c6 negres cavall · b5 blanques alfil · c5 negres peó · e4 blanques peó · f3 blanques cavall · a2 blanques peó · b2 blanques peó · c2 blanques peó · d2 blanques peó · f2 blanques peó · g2 blanques peó · h2 blanques peó · a1 blanques torre · b1 blanques cavall · c1 blanques alfil · d1 blanques dama · e1 blanques rei · h1 blanques torre | a8 negres torre · c8 negres alfil · d8 negres dama · e8 negres rei · f8 negres alfil · g8 negres cavall · h8 negres torre · a7 negres peó · b7 negres peó · d7 negres peó · e7 negres peó · f7 negres peó · g7 negres peó · h7 negres peó · c6 negres cavall · b5 blanques alfil · c5 negres peó · e4 blanques peó · f3 blanques cavall · a2 blanques peó · b2 blanques peó · c2 blanques peó · d2 blanques peó · f2 blanques peó · g2 blanques peó · h2 blanques peó · a1 blanques torre · b1 blanques cavall · c1 blanques alfil · d1 blanques dama · e1 blanques rei · h1 blanques torre | a8 negres torre · c8 negres alfil · d8 negres dama · e8 negres rei · f8 negres alfil · g8 negres cavall · h8 negres torre · a7 negres peó · b7 negres peó · d7 negres peó · e7 negres peó · f7 negres peó · g7 negres peó · h7 negres peó · c6 negres cavall · b5 blanques alfil · c5 negres peó · e4 blanques peó · f3 blanques cavall · a2 blanques peó · b2 blanques peó · c2 blanques peó · d2 blanques peó · f2 blanques peó · g2 blanques peó · h2 blanques peó · a1 blanques torre · b1 blanques cavall · c1 blanques alfil · d1 blanques dama · e1 blanques rei · h1 blanques torre | a8 negres torre · c8 negres alfil · d8 negres dama · e8 negres rei · f8 negres alfil · g8 negres cavall · h8 negres torre · a7 negres peó · b7 negres peó · d7 negres peó · e7 negres peó · f7 negres peó · g7 negres peó · h7 negres peó · c6 negres cavall · b5 blanques alfil · c5 negres peó · e4 blanques peó · f3 blanques cavall · a2 blanques peó · b2 blanques peó · c2 blanques peó · d2 blanques peó · f2 blanques peó · g2 blanques peó · h2 blanques peó · a1 blanques torre · b1 blanques cavall · c1 blanques alfil · d1 blanques dama · e1 blanques rei · h1 blanques torre | a8 negres torre · c8 negres alfil · d8 negres dama · e8 negres rei · f8 negres alfil · g8 negres cavall · h8 negres torre · a7 negres peó · b7 negres peó · d7 negres peó · e7 negres peó · f7 negres peó · g7 negres peó · h7 negres peó · c6 negres cavall · b5 blanques alfil · c5 negres peó · e4 blanques peó · f3 blanques cavall · a2 blanques peó · b2 blanques peó · c2 blanques peó · d2 blanques peó · f2 blanques peó · g2 blanques peó · h2 blanques peó · a1 blanques torre · b1 blanques cavall · c1 blanques alfil · d1 blanques dama · e1 blanques rei · h1 blanques torre | a8 negres torre · c8 negres alfil · d8 negres dama · e8 negres rei · f8 negres alfil · g8 negres cavall · h8 negres torre · a7 negres peó · b7 negres peó · d7 negres peó · e7 negres peó · f7 negres peó · g7 negres peó · h7 negres peó · c6 negres cavall · b5 blanques alfil · c5 negres peó · e4 blanques peó · f3 blanques cavall · a2 blanques peó · b2 blanques peó · c2 blanques peó · d2 blanques peó · f2 blanques peó · g2 blanques peó · h2 blanques peó · a1 blanques torre · b1 blanques cavall · c1 blanques alfil · d1 blanques dama · e1 blanques rei · h1 blanques torre | a8 negres torre · c8 negres alfil · d8 negres dama · e8 negres rei · f8 negres alfil · g8 negres cavall · h8 negres torre · a7 negres peó · b7 negres peó · d7 negres peó · e7 negres peó · f7 negres peó · g7 negres peó · h7 negres peó · c6 negres cavall · b5 blanques alfil · c5 negres peó · e4 blanques peó · f3 blanques cavall · a2 blanques peó · b2 blanques peó · c2 blanques peó · d2 blanques peó · f2 blanques peó · g2 blanques peó · h2 blanques peó · a1 blanques torre · b1 blanques cavall · c1 blanques alfil · d1 blanques dama · e1 blanques rei · h1 blanques torre | a8 negres torre · c8 negres alfil · d8 negres dama · e8 negres rei · f8 negres alfil · g8 negres cavall · h8 negres torre · a7 negres peó · b7 negres peó · d7 negres peó · e7 negres peó · f7 negres peó · g7 negres peó · h7 negres peó · c6 negres cavall · b5 blanques alfil · c5 negres peó · e4 blanques peó · f3 blanques cavall · a2 blanques peó · b2 blanques peó · c2 blanques peó · d2 blanques peó · f2 blanques peó · g2 blanques peó · h2 blanques peó · a1 blanques torre · b1 blanques cavall · c1 blanques alfil · d1 blanques dama · e1 blanques rei · h1 blanques torre | 5 |
| 4 | a8 negres torre · c8 negres alfil · d8 negres dama · e8 negres rei · f8 negres alfil · g8 negres cavall · h8 negres torre · a7 negres peó · b7 negres peó · d7 negres peó · e7 negres peó · f7 negres peó · g7 negres peó · h7 negres peó · c6 negres cavall · b5 blanques alfil · c5 negres peó · e4 blanques peó · f3 blanques cavall · a2 blanques peó · b2 blanques peó · c2 blanques peó · d2 blanques peó · f2 blanques peó · g2 blanques peó · h2 blanques peó · a1 blanques torre · b1 blanques cavall · c1 blanques alfil · d1 blanques dama · e1 blanques rei · h1 blanques torre | a8 negres torre · c8 negres alfil · d8 negres dama · e8 negres rei · f8 negres alfil · g8 negres cavall · h8 negres torre · a7 negres peó · b7 negres peó · d7 negres peó · e7 negres peó · f7 negres peó · g7 negres peó · h7 negres peó · c6 negres cavall · b5 blanques alfil · c5 negres peó · e4 blanques peó · f3 blanques cavall · a2 blanques peó · b2 blanques peó · c2 blanques peó · d2 blanques peó · f2 blanques peó · g2 blanques peó · h2 blanques peó · a1 blanques torre · b1 blanques cavall · c1 blanques alfil · d1 blanques dama · e1 blanques rei · h1 blanques torre | a8 negres torre · c8 negres alfil · d8 negres dama · e8 negres rei · f8 negres alfil · g8 negres cavall · h8 negres torre · a7 negres peó · b7 negres peó · d7 negres peó · e7 negres peó · f7 negres peó · g7 negres peó · h7 negres peó · c6 negres cavall · b5 blanques alfil · c5 negres peó · e4 blanques peó · f3 blanques cavall · a2 blanques peó · b2 blanques peó · c2 blanques peó · d2 blanques peó · f2 blanques peó · g2 blanques peó · h2 blanques peó · a1 blanques torre · b1 blanques cavall · c1 blanques alfil · d1 blanques dama · e1 blanques rei · h1 blanques torre | a8 negres torre · c8 negres alfil · d8 negres dama · e8 negres rei · f8 negres alfil · g8 negres cavall · h8 negres torre · a7 negres peó · b7 negres peó · d7 negres peó · e7 negres peó · f7 negres peó · g7 negres peó · h7 negres peó · c6 negres cavall · b5 blanques alfil · c5 negres peó · e4 blanques peó · f3 blanques cavall · a2 blanques peó · b2 blanques peó · c2 blanques peó · d2 blanques peó · f2 blanques peó · g2 blanques peó · h2 blanques peó · a1 blanques torre · b1 blanques cavall · c1 blanques alfil · d1 blanques dama · e1 blanques rei · h1 blanques torre | a8 negres torre · c8 negres alfil · d8 negres dama · e8 negres rei · f8 negres alfil · g8 negres cavall · h8 negres torre · a7 negres peó · b7 negres peó · d7 negres peó · e7 negres peó · f7 negres peó · g7 negres peó · h7 negres peó · c6 negres cavall · b5 blanques alfil · c5 negres peó · e4 blanques peó · f3 blanques cavall · a2 blanques peó · b2 blanques peó · c2 blanques peó · d2 blanques peó · f2 blanques peó · g2 blanques peó · h2 blanques peó · a1 blanques torre · b1 blanques cavall · c1 blanques alfil · d1 blanques dama · e1 blanques rei · h1 blanques torre | a8 negres torre · c8 negres alfil · d8 negres dama · e8 negres rei · f8 negres alfil · g8 negres cavall · h8 negres torre · a7 negres peó · b7 negres peó · d7 negres peó · e7 negres peó · f7 negres peó · g7 negres peó · h7 negres peó · c6 negres cavall · b5 blanques alfil · c5 negres peó · e4 blanques peó · f3 blanques cavall · a2 blanques peó · b2 blanques peó · c2 blanques peó · d2 blanques peó · f2 blanques peó · g2 blanques peó · h2 blanques peó · a1 blanques torre · b1 blanques cavall · c1 blanques alfil · d1 blanques dama · e1 blanques rei · h1 blanques torre | a8 negres torre · c8 negres alfil · d8 negres dama · e8 negres rei · f8 negres alfil · g8 negres cavall · h8 negres torre · a7 negres peó · b7 negres peó · d7 negres peó · e7 negres peó · f7 negres peó · g7 negres peó · h7 negres peó · c6 negres cavall · b5 blanques alfil · c5 negres peó · e4 blanques peó · f3 blanques cavall · a2 blanques peó · b2 blanques peó · c2 blanques peó · d2 blanques peó · f2 blanques peó · g2 blanques peó · h2 blanques peó · a1 blanques torre · b1 blanques cavall · c1 blanques alfil · d1 blanques dama · e1 blanques rei · h1 blanques torre | a8 negres torre · c8 negres alfil · d8 negres dama · e8 negres rei · f8 negres alfil · g8 negres cavall · h8 negres torre · a7 negres peó · b7 negres peó · d7 negres peó · e7 negres peó · f7 negres peó · g7 negres peó · h7 negres peó · c6 negres cavall · b5 blanques alfil · c5 negres peó · e4 blanques peó · f3 blanques cavall · a2 blanques peó · b2 blanques peó · c2 blanques peó · d2 blanques peó · f2 blanques peó · g2 blanques peó · h2 blanques peó · a1 blanques torre · b1 blanques cavall · c1 blanques alfil · d1 blanques dama · e1 blanques rei · h1 blanques torre | 4 |
| 3 | a8 negres torre · c8 negres alfil · d8 negres dama · e8 negres rei · f8 negres alfil · g8 negres cavall · h8 negres torre · a7 negres peó · b7 negres peó · d7 negres peó · e7 negres peó · f7 negres peó · g7 negres peó · h7 negres peó · c6 negres cavall · b5 blanques alfil · c5 negres peó · e4 blanques peó · f3 blanques cavall · a2 blanques peó · b2 blanques peó · c2 blanques peó · d2 blanques peó · f2 blanques peó · g2 blanques peó · h2 blanques peó · a1 blanques torre · b1 blanques cavall · c1 blanques alfil · d1 blanques dama · e1 blanques rei · h1 blanques torre | a8 negres torre · c8 negres alfil · d8 negres dama · e8 negres rei · f8 negres alfil · g8 negres cavall · h8 negres torre · a7 negres peó · b7 negres peó · d7 negres peó · e7 negres peó · f7 negres peó · g7 negres peó · h7 negres peó · c6 negres cavall · b5 blanques alfil · c5 negres peó · e4 blanques peó · f3 blanques cavall · a2 blanques peó · b2 blanques peó · c2 blanques peó · d2 blanques peó · f2 blanques peó · g2 blanques peó · h2 blanques peó · a1 blanques torre · b1 blanques cavall · c1 blanques alfil · d1 blanques dama · e1 blanques rei · h1 blanques torre | a8 negres torre · c8 negres alfil · d8 negres dama · e8 negres rei · f8 negres alfil · g8 negres cavall · h8 negres torre · a7 negres peó · b7 negres peó · d7 negres peó · e7 negres peó · f7 negres peó · g7 negres peó · h7 negres peó · c6 negres cavall · b5 blanques alfil · c5 negres peó · e4 blanques peó · f3 blanques cavall · a2 blanques peó · b2 blanques peó · c2 blanques peó · d2 blanques peó · f2 blanques peó · g2 blanques peó · h2 blanques peó · a1 blanques torre · b1 blanques cavall · c1 blanques alfil · d1 blanques dama · e1 blanques rei · h1 blanques torre | a8 negres torre · c8 negres alfil · d8 negres dama · e8 negres rei · f8 negres alfil · g8 negres cavall · h8 negres torre · a7 negres peó · b7 negres peó · d7 negres peó · e7 negres peó · f7 negres peó · g7 negres peó · h7 negres peó · c6 negres cavall · b5 blanques alfil · c5 negres peó · e4 blanques peó · f3 blanques cavall · a2 blanques peó · b2 blanques peó · c2 blanques peó · d2 blanques peó · f2 blanques peó · g2 blanques peó · h2 blanques peó · a1 blanques torre · b1 blanques cavall · c1 blanques alfil · d1 blanques dama · e1 blanques rei · h1 blanques torre | a8 negres torre · c8 negres alfil · d8 negres dama · e8 negres rei · f8 negres alfil · g8 negres cavall · h8 negres torre · a7 negres peó · b7 negres peó · d7 negres peó · e7 negres peó · f7 negres peó · g7 negres peó · h7 negres peó · c6 negres cavall · b5 blanques alfil · c5 negres peó · e4 blanques peó · f3 blanques cavall · a2 blanques peó · b2 blanques peó · c2 blanques peó · d2 blanques peó · f2 blanques peó · g2 blanques peó · h2 blanques peó · a1 blanques torre · b1 blanques cavall · c1 blanques alfil · d1 blanques dama · e1 blanques rei · h1 blanques torre | a8 negres torre · c8 negres alfil · d8 negres dama · e8 negres rei · f8 negres alfil · g8 negres cavall · h8 negres torre · a7 negres peó · b7 negres peó · d7 negres peó · e7 negres peó · f7 negres peó · g7 negres peó · h7 negres peó · c6 negres cavall · b5 blanques alfil · c5 negres peó · e4 blanques peó · f3 blanques cavall · a2 blanques peó · b2 blanques peó · c2 blanques peó · d2 blanques peó · f2 blanques peó · g2 blanques peó · h2 blanques peó · a1 blanques torre · b1 blanques cavall · c1 blanques alfil · d1 blanques dama · e1 blanques rei · h1 blanques torre | a8 negres torre · c8 negres alfil · d8 negres dama · e8 negres rei · f8 negres alfil · g8 negres cavall · h8 negres torre · a7 negres peó · b7 negres peó · d7 negres peó · e7 negres peó · f7 negres peó · g7 negres peó · h7 negres peó · c6 negres cavall · b5 blanques alfil · c5 negres peó · e4 blanques peó · f3 blanques cavall · a2 blanques peó · b2 blanques peó · c2 blanques peó · d2 blanques peó · f2 blanques peó · g2 blanques peó · h2 blanques peó · a1 blanques torre · b1 blanques cavall · c1 blanques alfil · d1 blanques dama · e1 blanques rei · h1 blanques torre | a8 negres torre · c8 negres alfil · d8 negres dama · e8 negres rei · f8 negres alfil · g8 negres cavall · h8 negres torre · a7 negres peó · b7 negres peó · d7 negres peó · e7 negres peó · f7 negres peó · g7 negres peó · h7 negres peó · c6 negres cavall · b5 blanques alfil · c5 negres peó · e4 blanques peó · f3 blanques cavall · a2 blanques peó · b2 blanques peó · c2 blanques peó · d2 blanques peó · f2 blanques peó · g2 blanques peó · h2 blanques peó · a1 blanques torre · b1 blanques cavall · c1 blanques alfil · d1 blanques dama · e1 blanques rei · h1 blanques torre | 3 |
| 2 | a8 negres torre · c8 negres alfil · d8 negres dama · e8 negres rei · f8 negres alfil · g8 negres cavall · h8 negres torre · a7 negres peó · b7 negres peó · d7 negres peó · e7 negres peó · f7 negres peó · g7 negres peó · h7 negres peó · c6 negres cavall · b5 blanques alfil · c5 negres peó · e4 blanques peó · f3 blanques cavall · a2 blanques peó · b2 blanques peó · c2 blanques peó · d2 blanques peó · f2 blanques peó · g2 blanques peó · h2 blanques peó · a1 blanques torre · b1 blanques cavall · c1 blanques alfil · d1 blanques dama · e1 blanques rei · h1 blanques torre | a8 negres torre · c8 negres alfil · d8 negres dama · e8 negres rei · f8 negres alfil · g8 negres cavall · h8 negres torre · a7 negres peó · b7 negres peó · d7 negres peó · e7 negres peó · f7 negres peó · g7 negres peó · h7 negres peó · c6 negres cavall · b5 blanques alfil · c5 negres peó · e4 blanques peó · f3 blanques cavall · a2 blanques peó · b2 blanques peó · c2 blanques peó · d2 blanques peó · f2 blanques peó · g2 blanques peó · h2 blanques peó · a1 blanques torre · b1 blanques cavall · c1 blanques alfil · d1 blanques dama · e1 blanques rei · h1 blanques torre | a8 negres torre · c8 negres alfil · d8 negres dama · e8 negres rei · f8 negres alfil · g8 negres cavall · h8 negres torre · a7 negres peó · b7 negres peó · d7 negres peó · e7 negres peó · f7 negres peó · g7 negres peó · h7 negres peó · c6 negres cavall · b5 blanques alfil · c5 negres peó · e4 blanques peó · f3 blanques cavall · a2 blanques peó · b2 blanques peó · c2 blanques peó · d2 blanques peó · f2 blanques peó · g2 blanques peó · h2 blanques peó · a1 blanques torre · b1 blanques cavall · c1 blanques alfil · d1 blanques dama · e1 blanques rei · h1 blanques torre | a8 negres torre · c8 negres alfil · d8 negres dama · e8 negres rei · f8 negres alfil · g8 negres cavall · h8 negres torre · a7 negres peó · b7 negres peó · d7 negres peó · e7 negres peó · f7 negres peó · g7 negres peó · h7 negres peó · c6 negres cavall · b5 blanques alfil · c5 negres peó · e4 blanques peó · f3 blanques cavall · a2 blanques peó · b2 blanques peó · c2 blanques peó · d2 blanques peó · f2 blanques peó · g2 blanques peó · h2 blanques peó · a1 blanques torre · b1 blanques cavall · c1 blanques alfil · d1 blanques dama · e1 blanques rei · h1 blanques torre | a8 negres torre · c8 negres alfil · d8 negres dama · e8 negres rei · f8 negres alfil · g8 negres cavall · h8 negres torre · a7 negres peó · b7 negres peó · d7 negres peó · e7 negres peó · f7 negres peó · g7 negres peó · h7 negres peó · c6 negres cavall · b5 blanques alfil · c5 negres peó · e4 blanques peó · f3 blanques cavall · a2 blanques peó · b2 blanques peó · c2 blanques peó · d2 blanques peó · f2 blanques peó · g2 blanques peó · h2 blanques peó · a1 blanques torre · b1 blanques cavall · c1 blanques alfil · d1 blanques dama · e1 blanques rei · h1 blanques torre | a8 negres torre · c8 negres alfil · d8 negres dama · e8 negres rei · f8 negres alfil · g8 negres cavall · h8 negres torre · a7 negres peó · b7 negres peó · d7 negres peó · e7 negres peó · f7 negres peó · g7 negres peó · h7 negres peó · c6 negres cavall · b5 blanques alfil · c5 negres peó · e4 blanques peó · f3 blanques cavall · a2 blanques peó · b2 blanques peó · c2 blanques peó · d2 blanques peó · f2 blanques peó · g2 blanques peó · h2 blanques peó · a1 blanques torre · b1 blanques cavall · c1 blanques alfil · d1 blanques dama · e1 blanques rei · h1 blanques torre | a8 negres torre · c8 negres alfil · d8 negres dama · e8 negres rei · f8 negres alfil · g8 negres cavall · h8 negres torre · a7 negres peó · b7 negres peó · d7 negres peó · e7 negres peó · f7 negres peó · g7 negres peó · h7 negres peó · c6 negres cavall · b5 blanques alfil · c5 negres peó · e4 blanques peó · f3 blanques cavall · a2 blanques peó · b2 blanques peó · c2 blanques peó · d2 blanques peó · f2 blanques peó · g2 blanques peó · h2 blanques peó · a1 blanques torre · b1 blanques cavall · c1 blanques alfil · d1 blanques dama · e1 blanques rei · h1 blanques torre | a8 negres torre · c8 negres alfil · d8 negres dama · e8 negres rei · f8 negres alfil · g8 negres cavall · h8 negres torre · a7 negres peó · b7 negres peó · d7 negres peó · e7 negres peó · f7 negres peó · g7 negres peó · h7 negres peó · c6 negres cavall · b5 blanques alfil · c5 negres peó · e4 blanques peó · f3 blanques cavall · a2 blanques peó · b2 blanques peó · c2 blanques peó · d2 blanques peó · f2 blanques peó · g2 blanques peó · h2 blanques peó · a1 blanques torre · b1 blanques cavall · c1 blanques alfil · d1 blanques dama · e1 blanques rei · h1 blanques torre | 2 |
| 1 | a8 negres torre · c8 negres alfil · d8 negres dama · e8 negres rei · f8 negres alfil · g8 negres cavall · h8 negres torre · a7 negres peó · b7 negres peó · d7 negres peó · e7 negres peó · f7 negres peó · g7 negres peó · h7 negres peó · c6 negres cavall · b5 blanques alfil · c5 negres peó · e4 blanques peó · f3 blanques cavall · a2 blanques peó · b2 blanques peó · c2 blanques peó · d2 blanques peó · f2 blanques peó · g2 blanques peó · h2 blanques peó · a1 blanques torre · b1 blanques cavall · c1 blanques alfil · d1 blanques dama · e1 blanques rei · h1 blanques torre | a8 negres torre · c8 negres alfil · d8 negres dama · e8 negres rei · f8 negres alfil · g8 negres cavall · h8 negres torre · a7 negres peó · b7 negres peó · d7 negres peó · e7 negres peó · f7 negres peó · g7 negres peó · h7 negres peó · c6 negres cavall · b5 blanques alfil · c5 negres peó · e4 blanques peó · f3 blanques cavall · a2 blanques peó · b2 blanques peó · c2 blanques peó · d2 blanques peó · f2 blanques peó · g2 blanques peó · h2 blanques peó · a1 blanques torre · b1 blanques cavall · c1 blanques alfil · d1 blanques dama · e1 blanques rei · h1 blanques torre | a8 negres torre · c8 negres alfil · d8 negres dama · e8 negres rei · f8 negres alfil · g8 negres cavall · h8 negres torre · a7 negres peó · b7 negres peó · d7 negres peó · e7 negres peó · f7 negres peó · g7 negres peó · h7 negres peó · c6 negres cavall · b5 blanques alfil · c5 negres peó · e4 blanques peó · f3 blanques cavall · a2 blanques peó · b2 blanques peó · c2 blanques peó · d2 blanques peó · f2 blanques peó · g2 blanques peó · h2 blanques peó · a1 blanques torre · b1 blanques cavall · c1 blanques alfil · d1 blanques dama · e1 blanques rei · h1 blanques torre | a8 negres torre · c8 negres alfil · d8 negres dama · e8 negres rei · f8 negres alfil · g8 negres cavall · h8 negres torre · a7 negres peó · b7 negres peó · d7 negres peó · e7 negres peó · f7 negres peó · g7 negres peó · h7 negres peó · c6 negres cavall · b5 blanques alfil · c5 negres peó · e4 blanques peó · f3 blanques cavall · a2 blanques peó · b2 blanques peó · c2 blanques peó · d2 blanques peó · f2 blanques peó · g2 blanques peó · h2 blanques peó · a1 blanques torre · b1 blanques cavall · c1 blanques alfil · d1 blanques dama · e1 blanques rei · h1 blanques torre | a8 negres torre · c8 negres alfil · d8 negres dama · e8 negres rei · f8 negres alfil · g8 negres cavall · h8 negres torre · a7 negres peó · b7 negres peó · d7 negres peó · e7 negres peó · f7 negres peó · g7 negres peó · h7 negres peó · c6 negres cavall · b5 blanques alfil · c5 negres peó · e4 blanques peó · f3 blanques cavall · a2 blanques peó · b2 blanques peó · c2 blanques peó · d2 blanques peó · f2 blanques peó · g2 blanques peó · h2 blanques peó · a1 blanques torre · b1 blanques cavall · c1 blanques alfil · d1 blanques dama · e1 blanques rei · h1 blanques torre | a8 negres torre · c8 negres alfil · d8 negres dama · e8 negres rei · f8 negres alfil · g8 negres cavall · h8 negres torre · a7 negres peó · b7 negres peó · d7 negres peó · e7 negres peó · f7 negres peó · g7 negres peó · h7 negres peó · c6 negres cavall · b5 blanques alfil · c5 negres peó · e4 blanques peó · f3 blanques cavall · a2 blanques peó · b2 blanques peó · c2 blanques peó · d2 blanques peó · f2 blanques peó · g2 blanques peó · h2 blanques peó · a1 blanques torre · b1 blanques cavall · c1 blanques alfil · d1 blanques dama · e1 blanques rei · h1 blanques torre | a8 negres torre · c8 negres alfil · d8 negres dama · e8 negres rei · f8 negres alfil · g8 negres cavall · h8 negres torre · a7 negres peó · b7 negres peó · d7 negres peó · e7 negres peó · f7 negres peó · g7 negres peó · h7 negres peó · c6 negres cavall · b5 blanques alfil · c5 negres peó · e4 blanques peó · f3 blanques cavall · a2 blanques peó · b2 blanques peó · c2 blanques peó · d2 blanques peó · f2 blanques peó · g2 blanques peó · h2 blanques peó · a1 blanques torre · b1 blanques cavall · c1 blanques alfil · d1 blanques dama · e1 blanques rei · h1 blanques torre | a8 negres torre · c8 negres alfil · d8 negres dama · e8 negres rei · f8 negres alfil · g8 negres cavall · h8 negres torre · a7 negres peó · b7 negres peó · d7 negres peó · e7 negres peó · f7 negres peó · g7 negres peó · h7 negres peó · c6 negres cavall · b5 blanques alfil · c5 negres peó · e4 blanques peó · f3 blanques cavall · a2 blanques peó · b2 blanques peó · c2 blanques peó · d2 blanques peó · f2 blanques peó · g2 blanques peó · h2 blanques peó · a1 blanques torre · b1 blanques cavall · c1 blanques alfil · d1 blanques dama · e1 blanques rei · h1 blanques torre | 1 |
|   | a | b | c | d | e | f | g | h |   |

### Llegat
Una de les innovacions més duradores de Rossolimo és la variant de la defensa siciliana que duu el seu nom – la variant Rossolimo: 1.e4 c5 2.Cf3 Cc6 3.Ab5 (vegeu del diagrama). Mentre generalment evita els focs d'artifici tàctics comuns a la siciliana oberta, la variant Rossolimo ofereix a les blanques un cert avantatge d'obertura alhora que permet al primer jugador d'esquivar grans quantitats de teoria associada amb la siciliana oberta.

### Altres
Rossolimo va escriure dos llibres: Les Echecs au coin du feu, una col·lecció dels seus estudis i finals amb un prefaci de Savielly Tartakower, publicat a París el 1947; i Rossolimo's Brilliancy Prizes, autopublicat a Nova York el 1970. També va enregistrar cançons en rus, francès i anglès, en un disc la portada del qual va ser dissenyada per Marcel Duchamp i produït per la Kismet Record Company. És l'heroi en un capítol del llibre Losing Moses on the Freeway. També era cinturó marró en judo i va enregistrar un àlbum de cançons russes.

## Torneigs i matxs
La següent taula mostra els resultats de Rossolimo en la majoria dels torneigs i matxs que va disputar. (La columna "Puntuació" mostra el nombre de punts sobre el total possible. La "+" indica el nombre de partides guanyades, "−" les derrotes, i "=" les taules.)
| Any     | Ciutat              | Torneig                               | +V−D=T  | Puntuació | Lloc  |
| ------- | ------------------- | ------------------------------------- | ------- | --------- | ----- |
| 1931    | París               | Campionat de París                    | +11−3=2 | 12/16     | 3-4   |
| 1934    | París               | Campionat de París                    | +12−0=2 | 13/14     | 1     |
| 1937    | París               | Exposició Universal de París          |         |           | 1     |
| 1938    | París               | Torneig Internacional                 | +6−1=3  | 7½/10     | 2     |
| 1939    | París               | Torneig Internacional                 | +9−0=5  | 11½/14    | 1     |
| 1947    | Hilversum           | Torneig Zonal Europeu                 | +5−5=3  | 6½/13     | 7–8   |
| 1948    | París               | French championship                   | +5−0=3  | 6½/8      | 1     |
| 1948    | Beverwijk           | Torneig d'escacs Corus                | +3-2=4  | 5/9       | 3–4   |
| 1948    | Bad Gastein         | Torneig Internacional                 | +12−2=5 | 14½/19    | 2–3   |
| 1948    | París               | Matx contra Savielly Tartakower       | +1−1=10 | 6/12      | tie   |
| 1948/49 | Hastings            | Hastings International Chess Congress | +4−0=5  | 6½/9      | 1     |
| 1949    | Southsea            | Torneig Internacional                 | +8−0=2  | 9/10      | 1     |
| 1949    | Heidelberg          | Torneig Internacional                 | +4−1=4  | 6/9       | 2     |
| 1949    | Trenčianske Teplice | Torneig Internacional                 | +9−4=6  | 12/19     | 4–5   |
| 1949    | Gijón               | Torneig Internacional                 | +9−0=2  | 10/11     | 1     |
| 1949    | Venècia             | Torneig Internacional                 | +8−2=5  | 10½/15    | 2     |
| 1949    | París               | Matx contra Savielly Tartakower       | +5−5=0  | 5/10      | tie   |
| 1949/50 | Hastings            | Hastings International Chess Congress | +6−0=3  | 7½/9      | 2     |
| 1950    | Beverwijk           | Torneig d'escacs Corus                | +4−1=4  | 6/9       | 2–3   |
| 1950    | Gijón               | Torneig Internacional                 | +7−1=3  | 8½/11     | 1     |
| 1950    | Venècia             | Torneig Internacional                 | +7−2=6  | 10/15     | 3     |
| 1950    | Amsterdam           | Torneig Internacional                 | +5−2=12 | 11/19     | 8     |
| 1950    | Mar del Plata       | Torneig d'escacs de Mar del Plata     | +5−3=9  | 9½/17     | 8     |
| 1950    | Dubrovnik           | 9a Olimpíada d'escacs                 | +7−1=4  | 9/12      | 2[21] |
| 1950/51 | Hastings            | Hastings International Chess Congress | +5−1=3  | 6½/9      | 2–3   |
| 1951    | Reykjavík           | Torneig Internacional                 | +6−0=3  | 7½/9      | 1     |
| 1951    | Southsea            | Torneig Internacional                 | +6−0=4  | 8/12      | 1–2   |
| 1951    | Bilbao              | Torneig Internacional                 | +9−0=0  | 9/9       | 1     |
| 1951    | La Corunya          | Torneig Internacional                 |         | 6½/8      | 1     |
| 1951    | Vitòria             | Torneig Internacional                 | +6−0=1  | 6½/7      | 1     |
| 1951    | Birmingham          | Torneig memorial Howard Staunton      | +4−2=9  | 8½/15     | 5–8   |
| 1952    | L'Havana            | Torneig Internacional                 | +9−4=7  | 12½/20    | 6     |
| 1952    | Saarland            | Torneig Internacional                 |         |           | 1     |
| 1952    | Nova York           | Matx contra Arthur Bisguier           | +1−0=1  | 1½–½      | won   |
| 1953    | Milwaukee           | Campionat Obert dels Estats Units     |         |           | 3–8   |
| 1953    | Beverwijk           | Torneig d'escacs Corus                | +7−0=4  | 9/11      | 1     |
| 1954    | Hollywood           | Pan American Chess Championship       |         |           | 3–4   |
| 1954    | Nova York           | Campionat dels Estats Units           | +3−2=8  | 7/13      | 6-7   |
| 1955    | Long Beach          | Campionat Obert dels Estats Units     |         | 10/12     | 1     |
| 1957    | Tarragona           | Torneig Internacional                 | +6−1=2  | 7/9       | 2     |
| 1958    | Múnic               | 13a Olimpíada d'escacs                | +6−1=8  | 10/15     | 3[21] |
| 1960    | Leipzig             | 14a Olimpíada d'escacs                | +2−1=3  | 3½/6      |       |
| 1965    | Nova York           | Campionat dels Estats Units           |         | 6/11      | 6     |
| 1966    | L'Havana            | 17a Olimpíada d'escacs                | +5−1=4  | 7/10      |       |
| 1967    | Washington, D.C.    | Eastern Open Chess Championship       | +7−0=2  | 8/9       | 1     |
| 1967    | Puerto Rico         | Obert de Puerto Rico                  | +5−0=2  | 6/7       | 1     |
| 1968    | Màlaga              | Torneig Internacional                 |         | 5½/11     | 6–9   |
| 1969    | Montecarlo          | Torneig de Grans Mestres              |         | 5½/11     | 7     |
| 1969    | Vršac               | Torneig Internacional                 |         | 8½/15     | 6–8   |
| 1972    | Skopje              | 20a Olimpíada d'escacs                | +7−6=4  | 9/17      |       |
| 1975    | Nova York           | World Open chess tournament           | +7−1=1  | 7½/9      | 3     |